# Peperomia lignescens
Peperomia lignescens är en pepparväxtart som beskrevs av C. Dc.. Peperomia lignescens ingår i släktet peperomior, och familjen pepparväxter. Inga underarter finns listade i Catalogue of Life.